# Eutaenionotum guttipennis
Eutaenionotum guttipennis är en tvåvingeart som först beskrevs av Christian Stenhammar 1844.  Eutaenionotum guttipennis ingår i släktet Eutaenionotum och familjen vattenflugor. Arten är reproducerande i Sverige. Inga underarter finns listade i Catalogue of Life.